# ژولی لومیو
ژولی لومیو (فرانسوی: Julie Lemieux‎) صداپیشه اهل کانادا است.
از فیلم‌ها یا مجموعه‌های تلویزیونی که وی در آن‌ها نقش داشته است، می‌توان به مکس و روبی اشاره نمود.